# 落北河乡
落北河乡，是中华人民共和国贵州省黔南布依族苗族自治州贵定县一个已撤销的乡级行政区，2014年2月25日，贵州省人民政府批复同意贵定县部分乡镇行政区划调整，撤销落北河乡，将其所辖的白龙村、兴隆村、长江村划归盘江镇，宝山村划归德新镇。